# 劉虞
劉 虞（りゅう ぐ、? - 初平4年（193年））は、後漢の宗室（広義の皇族）。字は伯安。徐州東海郡郯県（現在の山東省臨沂市郯城県）の人。子は劉和。

## 略歴

### 幽州を統治
後漢の東海恭王・劉彊（光武帝の長男）の末裔。祖父の劉嘉は光禄勲を務め、父の劉舒は丹陽太守だった。また魏の重臣劉曄は遠戚に当たる。
初め、郯県に出仕して戸曹の役人となる。良く身を修め職務に励んだために召されて東海郡の役人となり、郡から孝廉に推挙され、朝廷に入って郎となった。幽州刺史に就任すると、異民族はその徳性に感化されて朝貢し、周辺を荒らすこともなくなって、住民はその統治を喜んだ。その後、病気になって退官し帰郷したが、郷里の人々は裁判沙汰が起こると役人のところへは行かず、劉虞に判断を仰いだ。劉虞の筋道に従った裁定に、人々は服従した。
中平元年（184年）、黄巾の乱が起こると、甘陵国の相に任命された。荒廃の傷跡深い民を慰撫し、節倹を旨に指導した。その後、中央に召し返され、尚書令・光禄勲を経て宗正に転任した。
中平4年（187年）、中山太守の張純と張挙らが、烏桓の丘力居と連携して反乱を起こした（張純の乱）。翌年（188年）、朝廷は劉虞を幽州牧に任命して、その鎮圧に当たらせた。劉虞は烏桓の間でも人望が厚かったため丘力居は戦わずして劉虞に帰順し、張純は鮮卑族の下へ逃亡した。間もなく張純は食客の王政に殺害され、反乱は鎮圧された。4月、この功績によって劉虞は太尉に昇進し、容丘侯に封じられた。永漢元年（同188年）9月、董卓が献帝を擁立すると、劉虞は大司馬に昇進し、襄賁侯に封じられた。
初平元年（191年）、袁紹や韓馥は、劉虞が漢王室の年長の宗室ということで皇帝に擁立しようとしたが、劉虞はこれを拒絶した。

### 公孫瓚との争い
董卓が長安に遷都すると、劉虞は朝廷への忠誠心を明らかにすべく、田疇と鮮于銀を使者として派遣した。洛陽に帰りたいと考えていた献帝は劉虞からの使者に喜び、侍中として朝廷にいた劉和（劉虞の子）を劉虞のもとに派遣し、自分を迎えに来るよう命じようとした。劉和は南陽を通過する途中、袁術によって引きとめられた。袁術は劉和に書かせた書簡で劉虞に「兵を派遣してくれれば、私も一緒に西へ（献帝を迎えに）向かいます」と述べた。公孫瓚は袁術が二心を持っていることを見抜いていたため劉虞を諌めたが、劉虞はそれに従わず、劉和のもとへ数千の騎兵を派遣した。すると公孫瓚は、袁術にこのことを知られて恨まれるのを恐れ、従弟の公孫越を袁術のもとに派遣し、劉和を逮捕して兵を奪い取るよう勧めた。この一件から、元より悪かった劉虞と公孫瓚の仲はますます険悪になった。
公孫瓚は袁紹とたびたび戦い、敗れていたが、それでも袁紹を攻めることをやめなかった。劉虞は公孫瓚がみだりに武力を行使することを憂い、次第に兵糧の支給を削減した。これに怒った公孫瓚は人民を侵犯し、劉虞が異民族に与えようとしていた物資を略奪した。劉虞もまたこれを怒り公孫瓚を討伐しようとしたが、東曹掾の魏攸に諌められ、思い留まった。
初平4年（193年）、魏攸が病死した。ここに至って劉虞の怒りも限界に達し、10月、公孫瓚を討伐すべく異民族などを糾合して10万余りの大軍を集めた。ところが公孫瓚との決戦を前に、従事の程緒が「公孫瓚の悪事過失は明白だが、処罰の名目が立っておらず、また勝算の見通しも立っていない。ここは兵を留めて攻撃せず、武威を示せば公孫瓚は降伏するでしょう」と進言する。劉虞は進言を退け、士気を沮喪させたとして程緒を斬首に処したが、かえって軍勢は混乱した。さらに従事の公孫紀は、公孫瓚と同族で彼に厚遇されていたため、討伐作戦の詳細を密告した。
公孫瓚はこれに対抗すべく、民衆を盾にして城に立て籠った。劉虞は「余人を傷つけないように、斬るのは公孫伯珪（公孫瓚）ただ一人のみ」と指示し、そのため、劉虞の軍勢は城を攻めあぐねた。その隙に公孫瓚は劉虞の陣へ火攻めを仕掛けて散々に討ち破り、ついに劉虞は捕らえられてしまった。多くの人民が劉虞の助命を嘆願したが、公孫瓚は市場で劉虞を曳き回しにした上、「皇帝になれるほどの人物なら、天から雨を降らせることができるであろう」と強引な要求をした。時は真夏の最中だったが、結局雨が降らなかったため、劉虞は処刑された。公孫瓚は劉虞を「皇帝を僭称しようとした賊」としてその首を都に送ったが、道中、劉虞の元部下の尾敦がそれを奪い、墓に葬った。
先に公孫瓚の命を狙って軍を動かしたのは劉虞であるが、公孫瓚が劉虞を処刑したことで立場が悪くなり評判を落とした。加えて公孫瓚の行為に反発した烏桓が造反を繰り返したことにより北方の情勢も動揺した。
劉虞は倹約・質素を信条とし、冠が破れても新しい物に変えず、その穴を繕って使い続けるほどであった。しかし彼の死後、公孫瓚の兵がその家を捜索すると、妻妾は質素とは程遠い、美しく飾り立てた絹製の服を着ていた。人々はこれを聞いて、劉虞の本性を疑ったという。

## 所属配下
| - 魏攸 - 公孫紀 - 斉周 - 鮮于銀 - 鮮于輔 - 孫瑾 | - 張逸 - 趙該 - 張瓚 - 程緒 - 田疇 - 尾敦 |